# Dan Nicolae
Dan Nicolae este un fost senator român în legislatura 1990-1992 ales în județul Dolj pe listele partidului FSN. În cadrul cadrul activității sale parlamentare, Dan Nicolae a fost membru în grupurile parlamentare de prietenie cu Republica Bulgaria, Regatul Spaniei, Republica Italiană, Japonia și Republica Coreea. Dan Nicolae a demisionat din Senat pe data de 12 martie 1992 și a fost înlocuit de senatorul Ion Rădăcină.